# 1934 en cyclisme
| Années du cyclisme : 1931 - 1932 - 1933 - 1934 - 1935 - 1936 - 1937    |
| Décennies du cyclisme : 1900 - 1910 - 1920 - 1930 - 1940 - 1950 - 1960 |

Les faits marquants de l'année 1934 en cyclisme.

## Mars
- 4 mars : le Français Fernand Cornez gagne le Grand Prix de Cannes.
- 11 mars : le Belge Gaston Rebry gagne Paris-Nice.
- 18 mars : le Belge Gaston Rebry gagne le Tour des Flandres.
- 25 mars : le Français Roger Lapébie gagne le Critérium national de la route.
- 26 mars : Joseph Demuysere gagne la classique Milan-San Remo.

## Avril
- 1er avril : le Belge Gaston Rebry remporte Paris-Roubaix pour la deuxième fois, après disqualification du Français Roger Lapébie pour changement de roue non autorisé.
- 2 avril : le Belge Aimé Lievens gagne Bruxelles-Verviers. L'épreuve ne reprendra qu'en 1937.
- 2 avril : 1re manche du championnat d'Italie sur route, l'Italien Learco Guerra gagne le Tour de Campanie pour la deuxième fois.
- 8 avril : le Belge Frans Bonduel gagne Paris-Bruxelles.
- 8 avril : l'Italien Mario Cipriani Milan-Turin.
- 15 avril : l'Espagnol Isidro Figueras gagne le Trophée Masferrer.
- 15 avril : le Belge Louis Hardiquest gagne le Circuit des Régions Flamandes pour la deuxième année d'affilée.
- 21 avril : 2e manche du championnat d'Italie sur route, l'Italien Mario Cipriani gagne le Tour de Toscane.
- 22 avril : le Français Marcel Mazeyrat gagne la Polymultipliée pour la deuxième fois.
- 29 avril : le Belge Gustave Danneels gagne Paris-Tours.

## Mai
- 1er mai : le Belge Edgard de Caluwé gagne le Grand Prix de Hoboken.
- 6 mai : 3e manche du championnat d'Italie sur route, l'Italien Learco Guerra gagne le Tour du Piémont.
- 10 mai : le Français Jean Noret gagne Bordeaux-Paris.
- 13 mai : le Belge Théo Heckenrath gagne Liège-Bastogne-Liège.
- 13 mai : le Français René Debenne gagne la première édition du Tour du Doubs.
- 19 mai : départ du Tour d'Italie à Milan.
- 27 mai : le Suisse Paul Egli gagne le Championnat de Zurich.
- 27 mai : le Belge Louis Roels gagne le Tour du Limbourg.

## Juin
- 10 juin : Learco Guerra remporte le Tour d'Italie.
- 10 juin : le Belge François Gardier gagne le Tour de Belgique.
- 17 juin : le Luxembourgeois Nicolas Frantz est champion de Luxembourg sur route pour la douzième fois d'affilée.
- 17 juin : le Suisse Hans Gilgen devient champion de Suisse sur route.
- 17 juin : le Belge Louis Roels devient champion de Belgique sur route.
- 17 juin : le Français Raymond Louviot devient champion de France sur route.
- 17 juin : l'Italien Renato Scorticati gagne le Tour du Latium.
- 24 juin : 4e manche du championnat d'Italie sur route, l'Italien Learco Guerra gagne le Grand Prix Valle Scrivania. C'est la seule édition de cette épreuve.
- 26 juin : l'Espagnol Bernardo Rogora gagne le Tour de catalogne.

## Juillet
- 3 juillet : départ du Tour de France à Paris. Les délais de fermeture du contrôle d'arrivée sont fixés à + 10% du temps du vainqueur sur le plat et + 15% en montagne. Mais ces délais seront prolongés de 15% et 20% si le déchet atteint ou dépasse 10% du nombre de partants. Les commissaires se réservent un droit de repêchage sur les 10 premiers du classement général. Le barème des bonifications change, un vainqueur d'étape obtient 1 minute 30 de bonification et son second 45 secondes. Pour les vainqueurs d'étapes échappés solitaires, ils obtiennent une bonification égale à leur avance sur la ligne d'arrivée à concurrence de 2 minutes. Exemple un vainqueur avec 1 minute d'avance obtient 1 minute de bonification, un vainqueur avec 2 minutes d'écart obtient 2 minutes de bonification, un vainqueur d'étape avec 3 minutes d'écart obtient 2 minutes de bonification. Ce barème s'applique aussi aux sommets des cols comptant pour le Grand Prix de la montagne qui donnent droit à une bonification pour la première fois dans l'histoire du Tour. L'équipe de France étant l'équipe dominante, on s'attend à un vainqueur Français, Antonin Magne et Georges Speicher tiennent la corde. Le Français Georges Speicher gagne au sprint la 1ere étape Paris-Lille, 2eme le Belge Romain Maes, 3eme l'Italien Vasco Bergamaschi, 4eme le Français Maurice Archambaud, 5eme le Belge Sylvère Maes, 6eme le Français Antonin Magne tous même temps, l'Italien Giuseppe Martano est 29eme à 5 minutes 53 secondes, l'Espagnol Vicente Trueba est 37eme à 10 minutes 48 secondes. Au classement général, Speicher prend le maillot jaune, 2eme Romain Maes à 45 secondes, 3eme Bergamaschi à 1 minute 30 secondes.
- 4 juillet : le Français René Le Grevès gagne, au sprint devant un groupe de 8 coureurs, la 2eme étape du Tour de France Lille-Charleville, 2eme le Français Antonin Magne, 3eme l'Italien Giuseppe Martano, 6eme l'Italien Vasco Bergamaschi, tous même temps. Le Français Roger Lapébie 12eme à 15 minutes 36 secondes remporte le sprint du peloton où se trouve son compatriote Georges Speicher 32eme même temps, le Belge Romain Maes termine 19eme même temps. Au classement général, Antonin Magne prend le maillot jaune, 2eme Bergamaschi à 45 secondes, 3eme Le Grevès à 3 minutes 29 secondes.
- 5 juillet : le Français Roger Lapébie gagne, au sprint devant un groupe de 15 coureurs, la 3eme étape du Tour de France Charleville-Metz, 2eme le Belge Romain Maes, 3eme le Français Raymond Louviot, 4eme l'Italien Giuseppe Martano, 9eme l'Italien Vasco Bergamaschi, 11eme le Français Antonin Magne tous même temps, le Français René Le Grevès termine 21eme à 47 secondes. Au classement général : 1er Magne, 2eme Bergamaschi à 45 secondes, 3eme Le Grevès à 3 minutes 29 secondes.
- 6 juillet : le Français Roger Lapébie gagne, au sprint devant un groupe de 8 coureurs, la 4eme étape du Tour de France Metz-Belfort qui emprunte le Ballon d'Alsace, 2eme l'Italien Ambrogio Morelli, 3eme l'Espagnol Federico Ezquerra, 4eme le Français René Vietto qui se met pour la première fois en évidence après un début de Tour difficile. Le Français Antonin Magne est 8eme même temps. L'Italien Giuseppe Martano est 9eme à 1 minute 29 secondes et son compatriote Vasco Bergamaschi est 42eme à 10 minutes 28 secondes. Entre les deux le Français René Le Grevès 14eme à 3 minutes 18 secondes garde sa place sur le podium. Au classement général : 1er Magne, 2eme Le Grevès à 6 minutes 40 secondes, 3eme Martano à 7 minutes 57 secondes.
- 7 juillet : les Français Georges Speicher et René Le Grevès sont déclarés vainqueurs à égalité de la 5eme étape du Tour de France Belfort-Evian qui emprunte le col des Rousses, 3eme l'Italien Giovanni Cazzulani puis tous les favoris. Pourtant la photo prise par un journaliste prouve la victoire sans contestation de Le Grevès, les 2 hommes obtiennent la même bonification. Au classement général, 1er le Français Antonin Magne, 2eme Le Grevès à 5 minutes 30 secondes, 3eme l'Italien Giuseppe Martano à 7 minutes 57 secondes. Durant l'étape le Français Maurice Archambaud chute et se fracture l'omoplate, il est contraint à l'abandon. Il y a repos le 8 juillet.
- 9 juillet : le Français Georges Speicher gagne, au sprint devant un groupe de 16 coureurs, la 6eme étape du Tour de France Evian-Aix les Bains qui emprunte les cols des Aravis et du Tamié, 2eme le Français Roger Lapébie, 3eme l'Italien Ambrogio Morelli, 6eme le Français René Vietto, 9eme l'Italien Giuseppe Martano, 11eme le Français Antonin Magne, 15eme le Français Raymond Louviot Tous même temps. Le Français René Le Grevès 43eme à 28 minutes 43 secondes quitte le podium. Au classement général : 1er Magne, 2eme Martano à 7 minutes 57 secondes, 3eme Louviot à 12 minutes 55 secondes.
- 10 juillet : le Français René Vietto gagne en solitaire la 7eme étape du Tour de France Aix les Bains-Grenoble qui emprunte les cols du Télégraphe et du Galibier, 2eme l'Italien Giuseppe Martano à 3 minutes 23 secondes, 3eme le Français Antonin Magne, 4eme l'Espagnol Federico Ezquerra, 5eme l'Espagnol Edoardo Molinar tous même temps que Magne, 6eme l'Espagnol Vicente Trueba à 3 minutes 29 secondes, 7eme le Belge Sylvère Maes qui remporte le sprint du groupe des poursuivants. Le Français Raymond Louviot 20eme à 17 minutes 58 secondes quitte les premières places. A la lutte avec Ezquerra et Trueba dans le Galibier, Vietto et les Espagnols creusent l'écart dans le Galibier. Dans la descente Vietto part seul et tient tête à ses poursuivants jusqu'à l'arrivée. Au classement général : 1er Magne, 2eme Martano à 7 minutes 12 secondes, 3eme le Français Roger Lapébie (12eme de l'étape à 12 minutes 43 secondes) à 22 minutes 39 secondes. Vietto est 16eme à 47 minutes 21 secondes.
- 11 juillet : l'Italien Giuseppe Martano gagne détaché la 8eme étape du Tour de France Grenoble-Gap qui emprunte la côte de Laffrey et le col Bayard, 2eme le Français Antonin Magne à 7 secondes, 3eme le Français René Vietto à 28 secondes, 4eme le Belge Félicien Vervaecke même temps, 5eme l'Allemand Ludwig Geyer à 1 minute 34 secondes, 6eme l'Espagnol Edoardo Molinar à 1 minutes 52 secondes, 7eme le Français Georges Speicher à 1 minute 59 secondes, 8eme le Français Roger Lapébie même temps. Au classement général avec les bonifications, 1er Magne, 2eme Martano à 6 minutes 13 secondes, 3eme Lapébie à 25 minutes 16 secondes. Vietto est 13eme à 48 minutes 27 secondes.
- 12 juillet : le Français René Vietto gagne, après une échappée solitaire de 150 KM, la 9eme étape du Tour de France Gap-Digne qui emprunte les cols de Vars et d'Allos, 2eme l'Espagnol Edoardo Molinar à 2 minutes 23 secondes, 3eme l'Espagnol Vicente Trueba même temps, 4eme le Français Georges Speicher à 6 minutes 28 secondes, 5eme l'Italien Ambrogio Morelli, 6eme son compatriote Giuseppe Martano, 10eme le Français Antonin Magne tous même temps que Speicher. Le Français Roger Lapébie termine 23eme à 15 minutes 45 secondes. Au classement général, 1er Magne, 2eme Martano à 6 minutes 13 secondes, 3eme Morelli à 30 minutes 25 secondes. Après cet exploit, fait par delà Vars et Allos, qui a marqué les esprits , Vietto devient 6eme à 35 minutes 9 secondes en raflant 6 minutes 50 secondes de bonification.
- 13 juillet : le Français René Le Grevès gagne, au sprint devant tous le peloton, la 10eme étape du Tour de France Digne-Nice qui emprunte le col des Leques, 2eme le Français Roger Lapébie, 3eme le Français Raymond Louviot pas de changement en tête du classement général. Il y a repos le 14 juillet.
- 14 juillet : le Français Paul Bianchi gagne le Grand Prix d'Antibes.
- 15 juillet : le Français René Vietto gagne au sprint devant son compagnon d'échappée, la 11eme étape du Tour de France Nice-Cannes qui emprunte les cols de Braus, du Castillon et la Turbie (la boucle de Sospel), 2eme l'Italien Giuseppe Martano même temps, 3eme le Français Antonin Magne à 3 minutes 23 secondes, 4eme l'Espagnol Vicente Trueba même temps. Le Français Roger Lapébie est 5eme à 6 minutes 19 secondes et l'Italien Ambrogio Morelli termine 9eme à 9 minutes 40 secondes. Alors qu'il était échappé dans la boucle de Sospel, Vietto a été rejoint par Martano sur le plat. Magne n'a pu suivre l'Italien. En parfait équipier Vietto ne prend aucun relais. Etant le plus frais il remporte le sprint à l'arrivée privant l'Italien de la bonification du 1er de l'étape. Sitôt la ligne franchie, la foule se jette sur Vietto l'enfant du pays qui gagne sur ses terres. L'enthousiasme est si grand qu'il devient incontrôlable et se transforme en véritable crise d'hystérie voire en émeute. Un petit garçon témoin de cette journée mémorable l'a bien décrite dans un livre intitulé " le Roi René", c'est Louis Nucera. Au classement général Magne sauve son maillot jaune, 2eme Martano à 2 minutes 5 secondes, 3eme Vietto à 29 minutes 51 secondes.
- 15 juillet : l'Italien Learco Guerra gagne Milan-Modène.
- 15 juillet : l'Espagnol Vicente Carretero gagne la Vuelta a los Puertos.
- 16 juillet : le Français Roger Lapébie gagne, au sprint devant un groupe de 22 coureurs, la 12eme étape du Tour de France Cannes-Marseille, 2eme l'Allemand Kurt Stoepel, 3eme l'Italien Ambrogio Morelli puis tout le peloton. À la suite d'une crevaison l'Italien Giuseppe Martano arrive 23e à 52 secondes. Au classement général, 1er le Français Antonin Magne, 2eme Martano à 2 minutes 57 secondes, 3eme le Français René Vietto à 29 minutes 51 secondes.
- 17 juillet : le Français Georges Speicher gagne au sprint la 13eme étape du Tour de France Marseille-Montpellier, 2eme le Français Antonin Magne, 3eme le Français Raymond Louviot, 7eme l'Italien Giuseppe Martano, 13eme le Belge Félicien Vervaecke tous même temps. Le peloton s'est scindé en plusieurs groupes. L'italien Ettore Meini 18eme à 6 minutes 3 secondes, remporte le sprint du groupe des poursuivants où se trouvent son compatriote Ambrogio Morelli 19eme et les Français Roger Lapébie 27eme et René Vietto 29eme tous même temps. Au classement général 1er Magne, 2eme Martano à 3 minutes 42 secondes, 3eme Vervaecke à 35 minutes 31 secondes, 4eme Vietto à 36 minutes 39 secondes.
- 18 juillet : le Français Roger Lapébie gagne la 14eme étape du Tour de France Montpellier-Perpignan. L'étape s'est terminée par un tour de vélodrome contre la montre pour désigner le vainqueur de l'étape, 2eme le Français René Le Grevès, 3eme l'Italien Ettore Meini. Pas de changement au classement général. Il y a repos le 19 juillet.
- 20 juillet : le Français Roger Lapébie gagne, au sprint devant ses compagnons d'échappée, la 15eme étape du Tour de France Perpignan-Ax les Thermes qui emprunte la côte de Montlouis et le col du Puymorens, 2eme l'Italien Eugenio Gestri, 3eme l'Italien Giovanni Cazzulati, 4eme l'Italien Giuseppe Martano tous même temps. Le Belge Félicien Vervaecke est 17eme à 31 secondes, le Français Antonin Magne est 21eme à 45 secondes. Le Français René Vietto termine 34eme à 4 minutes 33 secondes. Cette étape est célèbre dans l'histoire du Tour, a l'Hospitalet après le col du Puymorens Magne casse une roue. Lapébie passe mais ne s'arrête pas, Vietto suit  et Magne lui demande sa roue, Vietto obtempère. Magne repart et chasse derrière le groupe de tête où se trouve Martano, mais aussi Lapébie, Tonin limitera les écarts à 45 secondes. Vietto seul au bord de la route pleure ses espoirs perdus au classement général. Une photo célèbre le montre assit sur un parapet de pierre en pleurs auprès de son vélo, à qui il manque la roue avant. Ce sacrifice permet à Magne de sauver son maillot jaune. Les Français sont touchés par la photo diffusée dans les journaux, Vietto le martyr devient leur chouchou. Au classement général Magne garde le maillot jaune, 2eme Martano à 2 minutes 57 secondes, 3eme Vervaecke à 35 minutes 17 secondes, 4eme Lapébie à 38 minutes 17 secondes, 5eme Vietto à 40 minutes 27 secondes.
- 21 juillet : l'Italien Adriano Vignoli gagne en solitaire la 16eme étape du Tour de France Ax les Thermes-Luchon qui emprunte les cols de Port de Portet d'Aspet et des Ares, 2eme le Français Roger Lapébie à 4 minutes 2 secondes, 3eme le Français Antonin Magne, 7eme l'Italien Giuseppe Martano, 10eme le Belge Félicien Vervaecke tous même temps. Le Français René Vietto termine 18eme à 8 minutes 37 secondes, après avoir donné son vélo à Magne. Ce dernier dans la descente du Portet d'Aspet voit sa chaîne se prendre dans ses rayons et est contraint de mettre pied à terre. A ce moment, il pense sincèrement que le Tour est perdu pour lui. Mais voila que grimpant le col à contre sens, Vietto vient à la rescousse. Il donne son vélo à Magne qui repart à toute allure, Vietto une nouvelle fois reste sur le bas côté de la route. Magne dans la vallée retrouve Lapébie qui cette fois l'a attendu, ensemble ils foncent vers l'arrivée, rejoignent Martano et Lapébie sprinte pour lui ôter le gain de la bonification de second de l'étape. Au classement général Magne sauve une deuxième fois son maillot jaune grâce à Vietto, 2eme Martano à 2 minutes 57 secondes, 3eme Vervaecke à 35 minutes 17 secondes. Vietto est 6eme à 44 minutes 57 secondes. Les supporteurs de Vietto crient à l'injustice et que sans s'être sacrifié Vietto gagnait le Tour. Dans las pages du journal "l'Auto" Jacques Goddet relativise le sacrifice de Vietto en indiquant qu'il a perdu 4 minutes 33 secondes à Ax les Thermes et 4 minutes 35 à Luchon, soit en tout 9 minutes 8 secondes et que sans cette perte, il serait encore 4eme à 36 minutes 39 secondes. Goddet qui était auprès de Vietto alors que celui-ci attendait un vélo de dépannage l'a entendu exhaler sa déception en disant entre autres, "il sait pas rouler Antonin, il a tous les jours un pépin" . Ceci était les propos d'un jeune de 20 ans râlant devant la perte de sa position au classement général. Cela explique le manque de compassion de Goddet à son égard. Quant aux 9 minutes 8 secondes, si c'était Magne qui les avait perdues, il perdait le maillot jaune à coup sur et peut être le Tour, car qui peut savoir le comportement adopté par Martano devenu maillot jaune. Si Vietto n'avait pas eu l'esprit d'équipe, il n'aurait pas spontanément repris le col du Portet d'Aspet en sens inverse pour secourir Magne (ce que n'a pas fait Lapébie). Pour terminer sur ce point disons que les supporteurs de Vietto ont dans leurs romantisme exagéré en disant que Vietto sans aider Magne aurait gagné le Tour, il était encore loin au général et pour gagner, il aurait dû attaquer Magne son leader. Ce qui est une autre paire de manches et qui l'aurait rendu impopulaire.
- 22 juillet : le Français Antonin Magne gagne en solitaire la 17eme étape du Tour de France Luchon-Tarbes  qui emprunte les cols de Peyresourde et d'Aspin, l'Espagnol Vicente Trueba à 6 minutes 31 secondes, 3eme le Belge Sylvère Maes à 7 minutes 4 secondes, 4eme le Français René Vietto à 7 minutes 46 secondes (victime d'une crevaison), 5eme l'Espagnol Mariano Canardo même temps, 6eme le Belge Félicien Vervaecke à 9 minutes 50 secondes. L'Italien Giuseppe Martano termine 22eme à 12 minutes 59 secondes, il est dit qu'il souffre des douleurs causées par une chute de la veille. Magne voulait frapper un grand coup et faire taire les commentaires. Il attaque dans le col d'Aspin et creuse des écarts qui lui permettent de glaner la bonification de vainqueur d'étape par un écart de au moins 2 minutes avec son second, plus la bonification de 1 minute 30 secondes de vainqueur  d'étape ainsi que les bonifications au sommets des cols. Au classement général Magne relègue Martano 2eme à 19 minutes 37 secondes, 3eme Vervaecke à 48 minutes 58 secondes. Vietto est 6eme à 56 minutes 33 secondes.
- 23 juillet : le Français René Vietto gagne en solitaire la 18eme étape du Tour de France Tarbes-Pau qui emprunte les cols du Tourmalet et d'Aubisque, 2eme à 2 minutes 57 secondes le Français Roger Lapébie, 3eme l'Italien Giuseppe Martano, 4eme l'Italien Eugenio Gestri tous même temps. Le Belge Félicien Vervaeke est 8eme à 6 minutes et le Français Antonin Magne est 14eme à 7 minutes 10 secondes. Avec l'autorisation de Magne, Vietto a attaqué dès le premier col pour mener une échappée au long cours. Dans la vallée entre Laruns et Pau, Vietto se montre assez fort pour contenir la meute de ses poursuivants. Au classement général, avec les bonifications : 1er Magne, 2eme Martano à 15 minutes 34 secondes, 3eme Vietto à 43 minutes 5 secondes, 4eme Vervaecke à 47 minutes 48 secondes, 5eme Lapébie à 49 minutes 24 secondes. Il y a repos le 24 juillet.
- 25 juillet : l'Italien Ettore Meini gagne, au sprint devant tout le peloton, la 19eme étape du Tour de France Pau-Bordeaux, 2eme le Belge Romain Gijssels, 3eme le Français Raymond Louviot.
- 26 juillet : le Français Georges Speicher gagne, au sprint devant tout le peloton, la 20eme étape du Tour de France Bordeaux-La Rochelle, 2eme le Français René Le Grevès, 3eme le Belge Romain Gijssels.
- 27 juillet : le Français René Le Grevès gagne, au sprint devant tout le peloton, la 1ere demi-étape de la 21eme étape du Tour de France La Rochelle-La Roche sur Yon, 2eme le Belge Frans Bonduel, 3eme l'Italien Ettore Meini. La tête du classement général n'a pas évoluée depuis Pau.
- La 2eme demi-étape contre la montre La Roche sur Yon-Nantes est remportée par le Français Antonin Magne. C'est le premier contre la montre individuel de l'Histoire du Tour, 2eme le Français Roger Lapébie à 1 minute 6 secondes, 3eme l'Allemand Ludwig Geyer à 5 minutes 56 secondes, 4eme le Belge Sylvère Maes à 7 minutes 48 secondes, 5eme l'Italien Giuseppe Martano à 8 minutes 1 seconde, 6eme le Belge Félicien Vervaecke à 8 minutes 40 secondes, 7eme le Français René Vietto à 9 minutes 42 secondes. Au classement général avec les bonifications, Magne a le Tour gagné avec 26 minutes 11 secondes d'avance sur Martano 2eme, Lapébie est 3eme à 52 minutes 21 secondes, 4eme Vietto à 55 minutes 23 secondes.
- 28 juillet : le Français Raymond Louviot gagne détaché la 22eme étape du Tour de France Nantes-Caen, 2eme le Français René Le Grevès à 33 secondes, 3eme le Belge Frans Bonduel même temps. Suivent dans le même temps, le Belge Félicien Vervaecke 10eme, l'Italien Giuseppe Martano 11eme et le Français Antonin Magne 12eme. Le peloton arrive dispersé, dans le groupe suivant arrive le Français Roger Lapébie 16eme à 2 minutes 6 secondes et dans un troisième groupe arrive le Français René Vietto 24eme à 3 minutes 9 secondes. Au classement général : 1er Magne, 2eme Martano à 26 minutes 11 secondes, 3eme Lapébie à 53 minutes 34 secondes, 4eme Vietto à 57 minutes 59 secondes, 5eme Vervaecke à 59 minutes 4 secondes.
- 29 juillet : le Belge Sylvère Maes gagne détaché la 23eme étape du Tour de France Caen-Paris, 2eme le Français Roger Lapébie à 20 secondes, 3eme l'Allemand Kurt Stoepel, 4eme le Belge Félicien Vervaecke même temps. Le Français Antonin Magne est 7eme à 1 minute 44 secondes, le Français René Vietto est 12eme à 2 minutes 47 secondes (il sera finalement 5eme du classement général à 59 minutes 2 secondes), l'Italien Giuseppe Martano est 27eme à 3 minutes 4 secondes. Le Français Antonin Magne remporte le Tour de France pour la deuxième fois, 2eme Martano à 27 minutes 31 secondes, 3eme Lapébie à 52 minutes 15 secondes. Mais le Tour couronne un Roi en la personne de René Vietto qui est à présent devenu "le Roi René", tout en étant le vainqueur du Grand Prix de la montagne. Magne et Vietto accomplissent ensemble le Tour d'Honneur sous les vivats de la foule. Magne écrira une lettre à Vietto pour le remercier de son aide décisive pour la victoire finale. Cette lettre, Vietto ne l'a jamais rendue publique. Selon ses dernières volontés après son décès, son fils a brûlé cette lettre et en a dispersé les cendres ainsi que celles du "Roi René" au sommet de la Turbie.
- 31 juillet : le Belge Léon Tommies gagne le Grand Prix de l'Escaut.

## Août
- 5 août : 5e manche du championnat d'Italie sur route, l'Italien Pietro Rimoldi gagne le Circuit de Bologne. C'est la seule édition de cette épreuve.
- 5 août : l'Espagnol José Nicolau gagne le Tour de Majorque pour la deuxième fois.
- 10-19 août : Championnats du monde de cyclisme sur piste, à Leipzig (Allemagne). Le Belge Jef Scherens est champion du monde de vitesse professionnelle pour la troisième fois d'affilée. L'Italien Benedetto Pola est champion du monde amateur.
- 18 août : aux championnats du monde de cyclisme sur route à Leipzig, le Belge Karel Kaers remporte le titre chez les professionnels, l'Italien Learco Guerra est médaille d'argent et le Belge Gustave Danneels est médaille de bronze. Le Néerlandais Kees Pellenaars s'impose chez les amateurs.
- 19 août : le Français Maurice Leleux gagne le Grand Prix de Fourmies.
- 25 août : le Français Amédée Fournier gagne le Circuit de l'Indre.
- 28 août : le Belge Léopold de Rijck gagne la Coupe Sels.
- 28 août : le Français Lucien Tulot gagne le Grand prix de Plouay.

## Septembre
- 1er septembre : l'Allemand Ludwig Geyer gagne le Tour de Suisse.
- 9 septembre : première édition de Gand-Wevelgem, alors course pour coureur de catégorie « junior ». C'est le Belge Gustave Van Belle qui l'emporte.
- 9 septembre : l'Italien Marco Cimatti gagne le Tour d'Émilie.
- 10 septembre : le Belge André Verlinden gagne le premier Grand Prix de Zottegem.
- 13 septembre : le Belge Jef Moerenhout gagne le Championnat des Flandres.
- 15 septembre : l'Espagnol Antonio Escuret gagne le Tour de Castille. L'épreuve ne reprendra qu'en 1951.
- 16 septembre : l'Italien Eugenio Gestri gagne le Tour des deux provinces de Messine.
- 16 septembre : l'Italien Augusto Como gagne le Tour des Apennins dont c'est la première édition.
- 16 septembre : le Français Antonin Magne gagne le Grand Prix des Nations.
- 17 septembre : le Néerlandais Cesar Bogaert redevient champion des Pays-Bas sur route.
- 19 septembre : le Français Charles Pélissier gagne le Grand Prix de Genève.
- 20 septembre : 6e manche du championnat d'Italie sur route, L' Italien Learco Guerra gagne Rome-Naples-Rome. L'épreuve ne reprendra qu'en 1950.
- 23 septembre : l'Italien Pietro Rimoldi gagne le Trophée Bernocchi.
- 30 septembre : 7e manche du championnat d'Italie sur route, l'Italien Aldo Canazza gagne le Tour de Vénétie pour la troisième fois. A l'issue de la course l'Italien Learco Guerra est champion d'Italie sur route pour la cinquième année d'affilée.

## Octobre
- 7 octobre : l'Italien Severino Canavesi gagne les Trois vallées varésines.
- 14 octobre : l'Italien Aldo Canazza gagne le Tour de Romagne.
- 16 octobre : le Belge Joseph Horemans gagne le Grand Prix de Clôture.
- 21 octobre : l'Italien Learco Guerra gagne le Tour de Lombardie.
- 21 octobre : l'Espagnol Luciano Montero est champion d'Espagne sur route pour la troisième fois.
- Cette année le championnat d'Allemagne sur route se dispute aux points sur plusieurs épreuves, l'Allemand Kurt Stoppel est champion d'Allemagne sur route. (MERCI DE RENSEIGNER SUR LE NOM DES EPREUVES DISPUTEES ET LEURS DATES)

## Principales naissances
- 8 janvier : Jacques Anquetil, cycliste français († 18 novembre 1987).
- 21 janvier : Antonio Karmany, cycliste espagnol.
- 26 janvier : Luís Otaño, cycliste espagnol.
- 4 février : Fernando Manzaneque, cycliste espagnol († 5 juin 2004).
- 7 février : Aldo Moser, cycliste italien.
- 2 mars : Joseph Groussard, cycliste français.
- 13 avril : René Strehler, cycliste suisse.
- 6 mai : Hans Junkermann, cycliste allemand.
- 7 mai : Alfred Rüegg, cycliste suisse († 26 avril 2010).
- 3 juin : Adolf Christian, cycliste autrichien († 8 juillet 1999).
- 4 juin : Seamus Elliott, cycliste irlandais († 4 mai 1971).
- 6 septembre : Michel Vermeulin, cycliste français.
- 28 octobre : Julio Jiménez, cycliste espagnol.
- 1er novembre : Raymond Mastrotto, cycliste français († 11 mars 1984).
- 12 novembre : Jean-Claude Lecante, cycliste français.
- 24 novembre : Klaus Bugdahl, cycliste allemand.

## Principaux décès
- 23 novembre : Giovanni Brunero, cycliste italien (° 4 octobre 1895).